# Edosa pyriata
Edosa pyriata är en fjärilsart som beskrevs av Edward Meyrick 1917. Edosa pyriata ingår i släktet Edosa och familjen äkta malar. Inga underarter finns listade i Catalogue of Life.